# Aşağı Tala
Aşağı Tala è un comune dell'Azerbaigian situato nel distretto di Zaqatala. Conta una popolazione di 6 830 abitanti.